# Nilesat 301
Nilesat 301 ist ein kommerzieller Kommunikationssatellit der ägyptischen Satellitenbetreibers Nilesat.

## Geschichte
Im Dezember 2019 beauftragte Nilesat den Raumfahrtkonzern Thales Alenia Space mit dem Bau eines neuen geostationären Kommunikationssatelliten. Der Start erfolgte am 8. Juni 2022 auf einer Falcon-9-Trägerrakete von der Cape Canaveral Space Force Station in einen geostationären Transferorbit. Wenige Monate später erreichte er seine geostationäre Position bei 7° West und nahm den Betrieb auf. Von dort arbeitet er gemeinsam mit seinem Vorgängersatelliten Nilesat 201 und kann in ganz Afrika und dem Nahen Osten empfangen werden. Nilesat 201 soll bis 2028 außer Betrieb genommen werden, danach soll Nilesat 301 alleine stationiert bleiben.

## Technische Daten
Thales Alenia Space baute Nilesat 301 auf Basis ihres Spacebus-4000-Satellitenbusses. Der Satellit ist dreiachsenstabilisiert und besitzt eine geplante Lebensdauer von 17,5 Jahren. Des Weiteren besitzt er leistungsstarke Ka- und Ku-Band-Transponder, mit welchen er Haushalte mit Satellitenfernsehen versorgt und mobiles Breitbandinternet zur Verfügung stellt. Nilesat 301 wird durch Batterien und zwei Solarpanele, welche jeweils 6.500 Watt Energie erzeugen, mit Strom versorgt. 